# Nicolas de Largillière
Nicolas de Largillière o de Largillierre (Parigi, 10 ottobre 1656 – Parigi, 20 marzo 1746) è stato un pittore francese.

## Biografia
Cresciuto ad Anversa, dove la sua famiglia di era trasferita nel 1659, fu nella città fiamminga che iniziò il suo apprendistato nel laboratorio di Antoine Goubeau a partire dal 1668, influenzato soprattutto da Rubens e dai maestri fiamminghi. Entrò nella corporazione della Sint-Lucasgilde come maestro della città nel 1674.
Dal 1675 al 1679 viaggiò in Inghilterra, dove si avvicinò al pittore vandyckiano Peter Lely e fu notato dal re Carlo II. Vi ritornerà nel 1685 per realizzare un ritratto al nuovo re Giacomo II.
Di ritorno in Francia, dopo il 1689 divenne uno dei pittori più richiesti, sia per incarichi ufficiali di ex voto o allegorie, che per commesse di ritratti da parte di nobiltà e alta borghesia. Nicolas de Largillière è stato, insieme a Rigaud, il ritrattista dell'epoca della Reggenza. Inoltre si dimostrò un brillante pittore di nature morte, seguendo la scuola fiamminga.
Alla solennità del gesto della persona ritratta univa una non comune ricerca dei particolari minuti.
Nel 1686 fu ammesso all'Académie royale de peinture et de sculpture, divenendo professore nel 1705 e dirigendola dal 1736 alle dimissioni nel 1743.
Tra le sue opere più importanti si possono menzionare: Ritratto di Elisabetta Beaubarnais (Museo di Grenoble); Giovane in veste di Diana (Museo del Louvre); Ex-voto a Sainte-Geneviève (chiesa di Saint-Étienne-du-Mont, Parigi); Ritratto di famiglia di Luigi XIV (Wallace Collection); Ritratto con la famiglia (Museo del Louvre).